# Pompea Lucilia
Pompea Lucilia (Picenum, ... – ...; fl. 137 a.C. - 105 a.C.) è stata una nobildonna romana, sorella di Pompeo Strabone, zia di Pompeo Magno e antenata della dinastia giulio-claudia.

## Biografia
Pompea nacque dopo il 136 a.C. nel Picenum, da Sesto Pompeo, figlio di Gneo Pompeo, e sua moglie Lucilia, sorella del poeta Gaio Lucilio. Aveva due fratelli maggiori, Sesto Pompeo Virdoctus e Gneo Pompeo Strabone, che sarebbe poi divenuto padre di Pompeo Magno. 
Venne data in sposa ad Marco Azio Balbo (148 a.C. - 87 a.C.), senatore originario di Aricia. Nel 105 a.C., ebbero un figlio, anche lui chiamato Marco Azio Balbo. Il figlio di Pompea sposò Giulia minore, sorella di Gaio Giulio Cesare, da cui ebbe un figlio e tre figlie, fra cui Azia maggiore, madre dell'imperatore Augusto. Questo rende Pompea un'antenata della dinastia imperiale dei giulio-claudi. 